# E-mailový klient

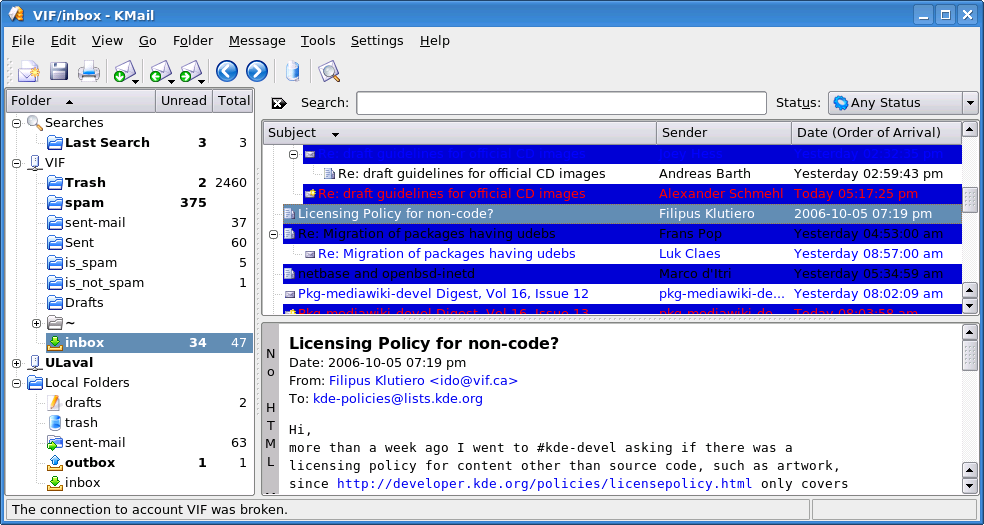
E-mailový klient KMail

E-mailový klient (též nazývaný poštovní klient či Mail User Agent, zkratka MUA) je v informatice označení pro samostatný počítačový program (klient), který slouží k přijímání, odesílání a správě elektronické pošty (e-mailů). Klient čte zprávy ze serveru protokolem POP3 nebo pokročilejším IMAP, odesílání pošty probíhá protokolem SMTP. Mohou využívat i speciální protokoly, jako např. Microsoft Exchange. V roce 2020 pokračuje opouštění specializovaných poštovních klientů ve prospěch webmailů.

## Charakteristika
E-mailový klient (MUA) je samostatná specializovaná aplikace. V grafickém uživatelském prostředí např. aplikace Gmail pro Android, Microsoft Outlook v Microsoft Windows nebo Mozilla Thunderbird (Windows, Linux). Dříve byli používáni i textoví klienti, například Mutt, Pine, elm, mail a další).
E-mailový klient obvykle ukládá elektronickou poštu na pevný disk v počítači. Jednotlivé e-maily získává z poštovního serveru pomocí protokolů POP3 (starší a jednodušší) IMAP (novější a pokročilejší). Po přijetí e-mailu obvykle proběhne detekce Spamu (nevyžádané pošty) a volitelně automatické rozřazení do složek podle filtrovacích pravidel, které si uživatel může vytvořit. Odesílání nových e-mailů probíhá obvykle protokolem SMTP. Někteří klienti komunikují se serverem speciálním protokolem, jako např. s Microsoft Exchange serverem.
E-mailový klient usnadňuje uživateli správu e-mailů (prohledávání, správu kontaktů, rozřazování do složek, upozorňování na novou poštu atd.), případně integrují další internetové služby (instant messaging nebo práci s diskusními skupinami).

## Technická stránka fungování
| Protokol | Použití         | Prostý text nebo šifrované relace | Pouze prostý text | Pouze šifrované relace |
| -------- | --------------- | --------------------------------- | ----------------- | ---------------------- |
| POP3     | příchozí zpráva | 110                               |                   | 995                    |
| IMAP4    | příchozí zpráva | 143                               |                   | 993                    |
| SMTP     | odchozí zpráva  | 25                                |                   | 465                    |
| MSA      | odchozí zpráva  | 587                               |                   |                        |
| HTTP     | webmail         |                                   | 80                | 443                    |

E-mailový klient obvykle kombinuje funkci agentů MSA, MDA a MRA.

### Příjem zpráv
E-mailový klient pomocí svého MRA přijme poštu od vzdáleného poštovního serveru. Součástí protokolů POP3 a IMAP je autentizace do uživatelovy poštovní schránky (obvykle přihlašovací jméno a heslo). Pokud je používám protokol POP3, dojde obvykle ke stažení nových zpráv na lokální disk, takže schránka s nově příchozí poštou je při dalším přístupu už prázdná. Pokud je však používán protokol IMAP, zajišťuje klient pouze přístup ke vzdálené poštovní schránce na mailovém serveru, což umožňuje pracovat s elektronickou poštou z mnoha zařízení zároveň.

### Zobrazení zpráv
Samotné e-mailové zprávy jsou obvykle kódovány pomocí standardu MIME, který umožňuje kromě národních znaků také posílání vícedílných e-mailů, elektronických příloh, případně zprávy elektronicky podepsat.

### Odesílání zpráv
Nové zprávy jsou odesílány na (obvykle nejbližší) poštovní server pomocí MSA agenta protokolem SMTP.

## Šifrování
Bez šifrování, podobně jako u pohlednice, je e-mailová aktivita viditelná a může být odposlouchána. Šifrování e-mailů umožňuje ochranu soukromí pomocí šifrování relace (session), těla zprávy, nebo obojího. Bez toho může kdokoli s přístupem k síti se správnými nástroji sledovat e-maily a získat přihlašovací hesla.

### Šifrování komunikace
Všechny příslušné e-mailové protokoly mají možnost šifrovat celou relaci, aby se zabránilo odposlechnutí uživatelského jména a hesla. Jsou doporučeny mobilním uživatelům a kdykoli poskytovatel internetu není důvěryhodný. Při odesílání pošty, mohou uživatelé pouze mít kontrolu nad šifrováním na prvním zařízení na cestě od klienta k jeho odchozímu poštovnímu serveru. Dále po cestě už mohou být přenášeny zprávy s nebo bez šifrování, v závislosti pouze na obecné konfiguraci odesílacího a přijímacího serveru.
Šifrované relace doručují zprávy v původním formátu, tj. prostý text, nebo zašifrované tělo, na uživatelskou schránku a na cílový server. Tento server provozuje poskytovatel e-mailových služeb, může být někdo jiný než poskytovatel připojení k internetu.

### Šifrování těla zprávy
Existují dva modely pro správu šifrovacích klíčů. S/MIME používá model založený na důvěryhodné certifikační autoritě (CA), která podepisuje uživatelské veřejné klíče. OpenPGP používá poněkud flexibilnější, síť důvěry, která umožňuje uživatelům podepisovat jeden druhému veřejné klíče. OpenPGP je také více flexibilní v podobě zpráv, a to v tom, že stále podporuje šifrování prostých zpráv a způsob podepisování, které bylo před standardizací MIME.
V obou případech je pouze tělo zprávy zašifrováno. Hlavičky, včetně autora, příjemců a předmětu zůstávají ve formátu prostého textu.

## Webmail
Velkou konkurencí e-mailovým klientům jsou Webmaily, což jsou e-mailoví klienti v podobě webové, která funguje ve webovém prohlížeči. Mezi nejznámější webmaily patří Hotmail, Gmail a Yahoo, Proton mail, z českých pak např. Seznam.cz či Centrum.cz.

## Příklady e-mailových klientů
Svobodné
- Alpine, nástupce proprietárního Pine
- Eudora
- Evolution
- KMail
- K-9 mail - pro android
- Mozilla Thunderbird – odvozený Correo pro Mac OS X
- Mutt
- SeaMonkey Pošta

Proprietární
- Apple Mail
- eM Client
- Foxmail
- Lotus Notes
- Microsoft Outlook
- Microsoft Outlook Express
- Opera – do verze 15
- The Bat!